# Полтавское сельское поселение (Крым)
Полтавское се́льское поселе́ние (укр. Полтавське сільське поселення, крымскотат. Полтавка кой юрту, Poltavka köy yurtu) — муниципальное образование в Красногвардейском районе Республики Крым России, в степной зоне полуострова.
Административный центр — село Полтавка.

## История
В советское время был образован Полтавский сельский совет.
Сельское поселение образовано в соответствии с законом Республики Крым от 5 июня 2014 года.

## Население
| 2001  | 2014  | 2015  | 2016  | 2017  | 2018  | 2019  |
| ----- | ----- | ----- | ----- | ----- | ----- | ----- |
| 2821  | ↘2639 | ↗2645 | ↗2666 | ↗2709 | ↘2684 | ↘2674 |
| 2020  | 2021  |       |       |       |       |       |
| ↘2672 | ↘2610 |       |       |       |       |       |

## Состав сельского поселения
| № | Населённый пункт | Тип населённого пункта       | Население |
| - | ---------------- | ---------------------------- | --------- |
| 1 | Полтавка         | село, административный центр | ↘1937     |
| 2 | Комаровка        | село                         | ↗660      |
| 3 | Курганное        | село                         | ↗42       |